# Michele Mian
Michele Mian (Gorizia, 18 de julho de 1973) é um basquetebolista profissional italiano atualmente aposentado. Defendendo a Seleção Italiana de Basquetebol conquistou a Medalha de Prata nos Jogos Olímpicos de Verão de 2004 em Atenas